# A 23. zsoltár (Lost)
A 23. zsoltár (The 23rd Psalm) a Lost című amerikai televíziós sorozat második évadának tizedik epizódja.
2006. január 11-én mutatták be az USA-ban, az ABC műsorán, a sorozat 35. részeként. Az epizódot Carlton Cuse és Damon Lindelof írta és Matt Earl Beesley rendezte. Középpontjában Mr. Eko áll.
|  | Alább a cselekmény részletei következnek! |

## Visszaemlékezések
Nigériai gerillák rajtaütnek egy kis falun. Megragadnak egy kisfiút, és megpróbálják arra kényszeríteni, hogy lelőjön egy öregembert. A fiú hezitál, ezért bátyja elveszi tőle a pisztolyt, és megöli az idős férfit. A gerillák elégedettek, és megkérdezik a nevét, mire a gyerek azt válaszolja: „Eko.” A vezető azt mondja, hogy „Mr.” Eko egy született gyilkos, és magával viszi, nem törődve Eko öccsével, Yemivel, sem a többi gyerekkel; a fiú nyakában lógó keresztet pedig a földre dobja, hiszen „már úgysem lesz rá szüksége”. Yemi felveszi a földről a keresztet, miközben Eko a kocsin ülve egyre távolabb kerül tőle.
Néhány évvel később Eko Nigéria egyik nagyhatalmú haduraként találkozik egy másik kábítószer-kereskedővel, aki ki akarja juttatni heroinját az országból. Felajánl neki egy szívességet: megveszi tőle a drogot egy nevetségesen alacsony összegért és eltünteti az országból. A díler vonakodva beleegyezik. Mielőtt azonban távozna azt mondja Ekónak: „Igaz, amit rólad beszélnek. Nincs lelked.” Eko erre elvágja a marokkói és az asszisztense nyakát, de a fiát életben hagyja, és azt parancsolja neki: „Mondd el a barátaidnak, hogy életben hagytalak, hogy Mr. Eko életben hagyott.”
Felnőtt emberként Eko felkeresi a várost, ahonnan korábban elvitték. Egy nő a templom előtt Szűz Mária-szobrokat árul, az értük kapott pénzt pedig a poliomyelitis elleni vakcinák megvásárlására fordítják. Eko testvére, Yemi, akiből pap lett, kijön a templomból, és üdvözli bátyját. Eko egy repülőgépet kér Yemitől, mivel csak a külföldi, illetve a missziós gépeknek van engedélyük elhagyni az országot. Azzal próbálja meggyőzni, hogy ha kiviszi a drogot Nigériából, nem az ő népük fogja használni. Pénzt is ad neki az oltóanyagra, ugyanis megveszi az összes szobrot. Öccse azt mondja Ekónak, hogy még mindig szereti, de nem hajlandó segíteni.
Eko később ismét megjelenik Yeminél és arra kéri, hogy írja alá a papírokat, amik őt és két társát papként tünteti fel, ugyanis így el tudják hagyni az országot. A férfi először elutasítja, de miután Eko megsúgja neki, hogy a két barátja fel fogja gyújtani a templomot, ha nem engedelmeskedik, vonakodva mégis belemegy.
Eko és két társa papnak öltözve előkészítik gépüket egy leszállópályán, a falu közelében. Ezt azonban félbeszakítja Yemi feltűnése, aki arra kéri bátyját, ne szálljon fel a gépre. Röviddel ezután megjelenik a nigériai hadsereg. Eko barátai tüzet nyitnak, és egyikük meghal, amikor a katonák visszalőnek. Yemi azt kiáltja, hogy hagyják abba, de őt is lelövik. Eko felteszi öccse holttestét a gépre. Társa segít ebben, de Ekót mellbe rúgja, és azt mondja, hogy ő nem mehet. Miközben a gép felszállását figyeli, fedélzetén Yemi testével, feltűnik egy katona, és azt kérdezi Ekótól: „Atyám, nem esett baja?”, mivel azt hiszi, Eko pap. 

## A szigeten
Claire bemutatkozik Ekónak, és észreveszi, hogy a férfi bibliai idézeteket vés a botjára. Ezt látva megemlíti neki, hogy beszélhetne Charlieval a hitről, ugyanis mindenhová egy Szűz Mária-szobrot visz magával. Eko meghallva ezt pánikba esik, és azt követeli a nőtől, hogy vigye a szoborhoz. Bár Claire azt mondja a férfinak, hogy ez csak egy szobor, Eko összetöri azt, és megmutatja neki a belsejében lévő heroint. Mivel azt hiszi, hogy Charlie ismét drogozik, a nő kezdi elveszíteni a belé vetett hitét. Eko arra utasítja Charliet, hogy vezesse el oda, ahol a szobrot találta. Charlie a férfit egy fához viszi, és azt állítja, ott látta meg a szobrot. Eko azonban ideges lesz, és azt mondja a másiknak: „Vigyél a repülőhöz.” Charlie szintén észreveszi az idézeteket Eko botján.

Locke lőni tanítja Michaelt.

Eközben Locke arra tanítja Michaelt, hogyan kell használni a puskát. Később Michael megkéri Kate-et, hadd vihesse ő a nő váltását a bunkerben, és ebbe Kate is beleegyezik. Michael megpróbálja bekapcsolni a számítógépet, az azonban végül önmagától jön működésbe. Valaki a másik oldalon azt írja: „Apa?” Aztán megkérdezi, Michael egyedül van-e, végül pedig megírja neki, hogy el kell mennie érte. Ezután az tűnik fel a képernyőn, hogy „visszajönnek”, de mielőtt Michael bármit is válaszolhatna, megjelenik Jack. Az orvos elmondja Michaelnek, hogy nem feledkeztek meg Waltról, és hamarosan elindulnak, hogy visszahozzák. Amikor Jack Michael háta mögé sétál, már semmi sem látszik a monitoron.
Charlie továbbvezeti Ekót a dzsungelben, és elpanaszolja neki, hogy a férfi tönkretette a kapcsolatát Claire-rel, és hogy Eko nem ítélkezhet fölötte, mivel a bátyja, Liam miatt lett drogfüggő. Találnak egy ejtőernyőt, ami egy halott, papnak öltözött nigériaihoz vezeti őket (a holttestet korábban Locke és Boone is felfedezte). Eko szétszakítja a halott ruháját. Az nem visel keresztet, de helyette van egy aranyfoga, amit a férfi meg is fog. Amikor rájön, hogy a holttest nem az öccséé, elmond a halottért egy imát, és elárulja Charlienak, hogy ez az ember mentette meg az életét. Charlie eltéved, ezért Eko azt tanácsolja neki, hogy másszon fel egy fára. Charlie vonakodva engedelmeskedik. Mikor már a fán van, robbanások hallatszanak a dzsungelből, ugyanúgy, mint amikor Jack, Locke és Kate látta egyszer megérkezni a fekete füstöt. Eko szembenéz a „szörnnyel”, mint annak idején Locke is tette, annak ellenére, hogy Charlie azt kiáltja, fusson. A füst megközelíti Ekót, aki mereven bámulja azt néhány másodpercig, aztán a kamera áthalad a füstön, egy furcsa kerepelő hang kíséretében. Felvillanó képeket láthatunk a füstben Eko sötét múltjából: a férfit, akit lelőtt, édesanyját, testvérét, egy templomot és egy feszületet. A füst ekkor hirtelen visszahúzódik és eltűnik. 
Eko és Charlie megtalálják a repülőt. Eko a belsejében talál egy másik holttestet. Szétszakítja az ingét, és megtalálja a keresztjét a halott nyakában. Eko elmondja Charlienak, hogy a férfi a gépben az öccse. Ad egy Szűz Mária-szobrot a másiknak „a töröttért cserébe”, és felgyújtja a gépet, közben a 23. zsoltárt idézi az Ószövetségből.
Charlie megkérdezi Ekótól, hogy ő tényleg pap-e. Az egy kis szünet után elmosolyodik, és a keresztet a saját nyakába akasztja. „Igen – válaszol -, az vagyok.”
Az utolsó előtti jelenet azt mutatja be, hogy töltötte néhány másik túlélő ezt a napot. Kate levágta Sawyer haját, Jin bemutatta Sunt Ana Luciának és adott neki egy halat, Hurley pedig segített Libbynek felállítani a sátrát, miközben flörtöltek egymással. Végül Charlie bocsánatot kér Claire-től, de a nő azt mondja neki, hogy egyedül kell hagynia őt és Aaront. Az epizód végén Charlie este bemegy a dzsungelbe, és kiderül, hogy a rejtekhelyén ő hét további heroinnal teli szobrot tart. Azt is oda helyezi, amit Ekótól kapott. 
|  | Itt a vége a cselekmény részletezésének! |